# Mepachymerus moirangus
Mepachymerus moirangus är en tvåvingeart som beskrevs av Cherian 1973. Mepachymerus moirangus ingår i släktet Mepachymerus och familjen fritflugor. Inga underarter finns listade i Catalogue of Life.